# Остров Джексона

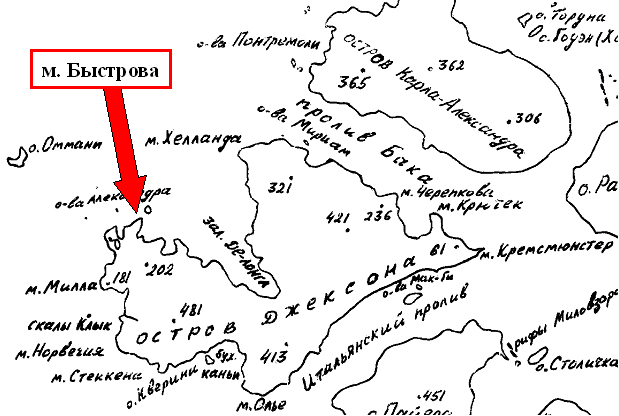
Карта острова Джексона

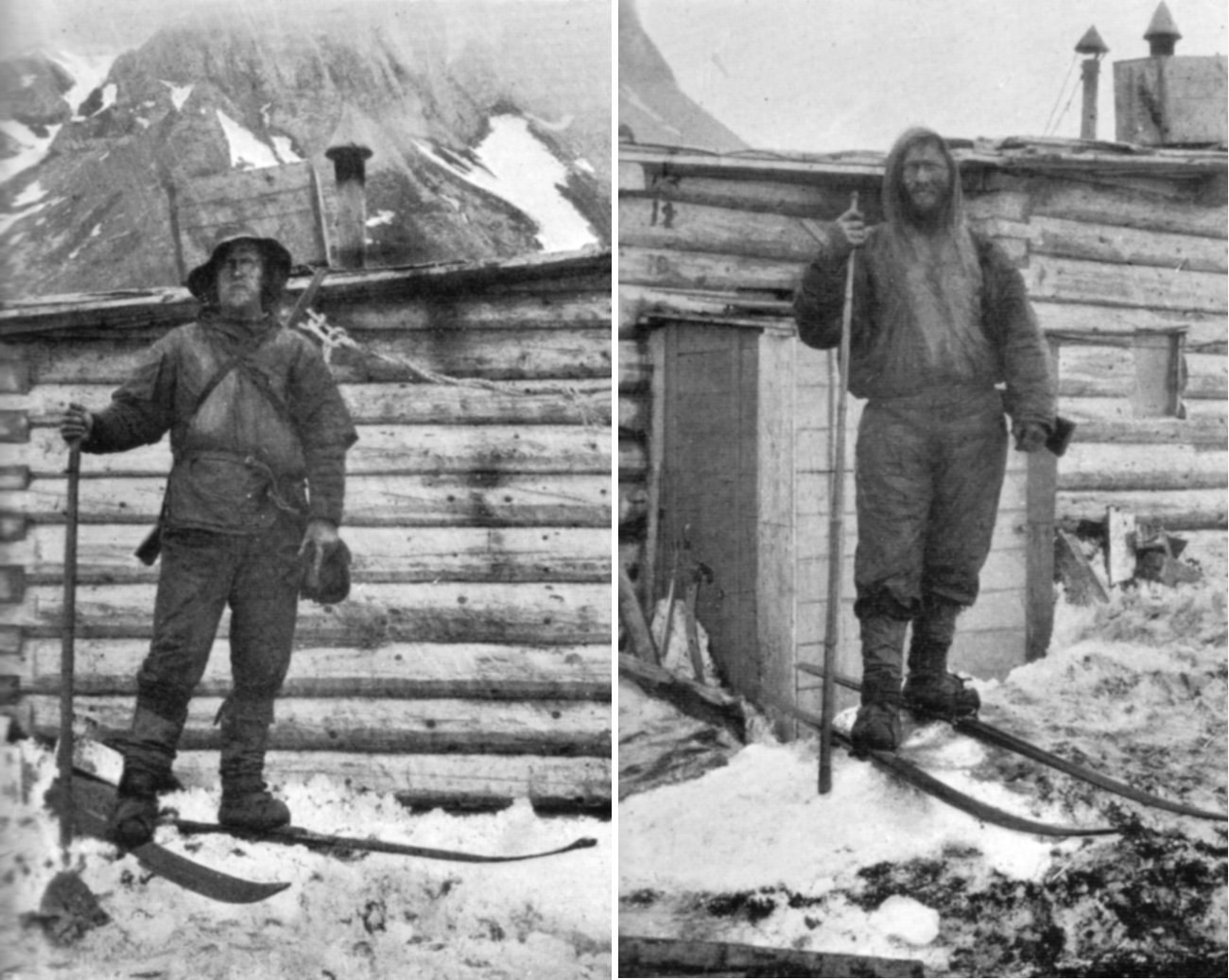
Фритьоф Нансен (слева) и Фредерик Йохансен (справа) в лагере экспедиции Джексона, 1896 год

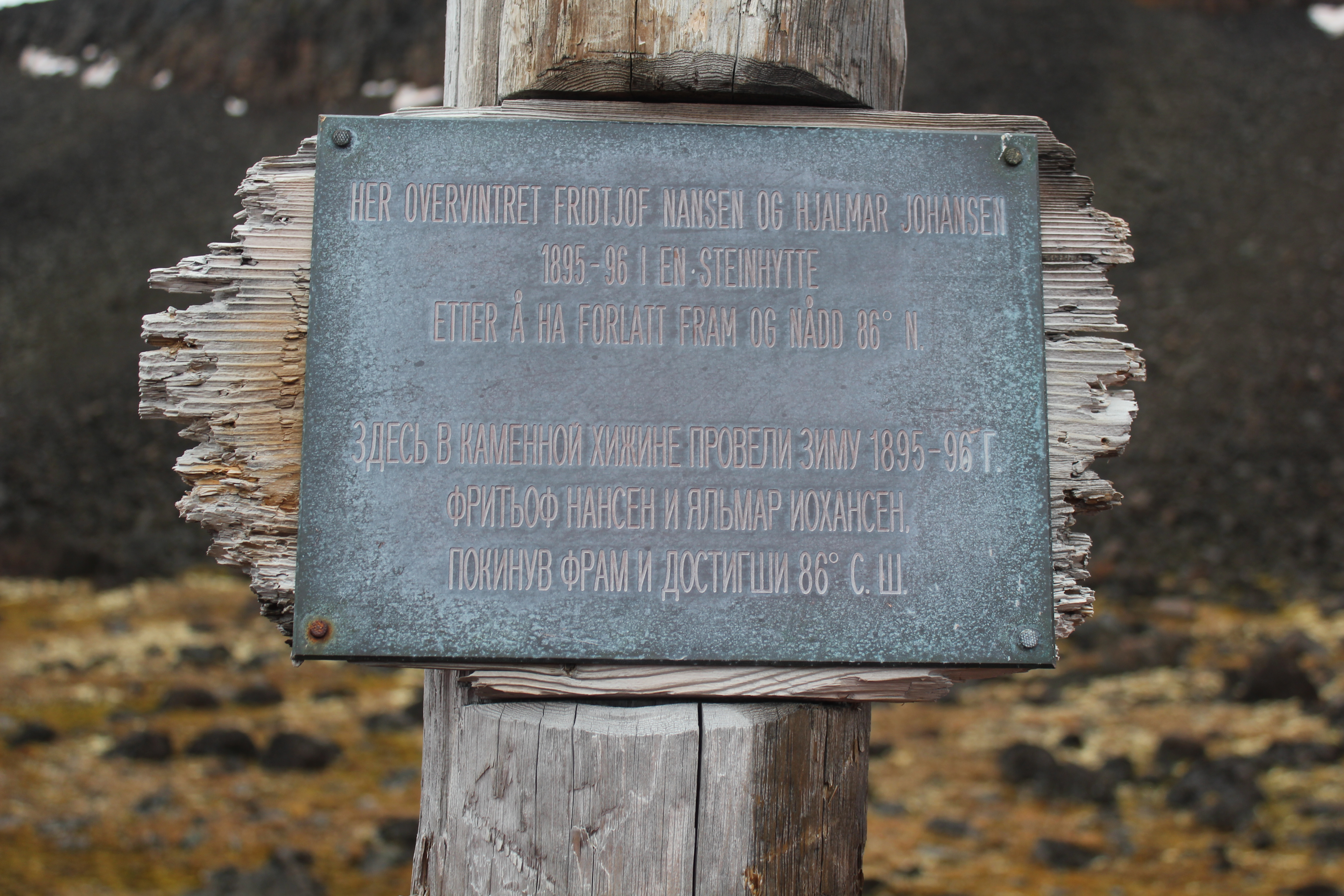
Памятная доска на острове Джексона

Остров Джексона — остров в архипелаге Земля Франца-Иосифа.
Назван в честь англичанина Фредерика Джексона — полярника, исследовавшего ряд островов в архипелаге Земля Франца-Иосифа. Протяжённость с запада на восток — около 40 км, с севера на юг — около 30 км. На мысе Норвегия (81°12′ с. ш. 55°37′ в. д.) в западной части острова Фритьоф Нансен и Фредерик Ялмар Йохансен зазимовали в каменной берлоге в 1895-96 годах после неудачной попытки достигнуть Северного полюса.
Джексон так никогда и не был на острове своего имени: в марте 1896 г. он не дошёл до зимовья Нансена всего 35 морских миль, ибо путь ему преградила незамерзающая полынья.
На северо-западном побережье острова Джексона находится залив Де-Лонга, разделяющий остров на два почти равных полуострова. С юга этот залив ограничен мысом Быстрова, названным в 1963 году в честь выдающегося русского палеонтолога А. П. Быстрова.
Расположенный на острове мыс Кузнецова назван по фамилии полярного капитана И. А. Кузнецова.